# Arend van der Wel
Arend Karl van der Wel (Amsterdam, 28 maart 1933 – Denekamp, 16 september 2013) was een Nederlandse voetballer, die als rechter aanvaller speelde.
Van der Wel, wiens vader trainer was bij onder meer Blauw Wit, begon bij De Volewijckers en kwam via een ballotagecommissie bij Ajax waar hij op zeventienjarige leeftijd debuteerde. Hij groeide in Amsterdam-Noord op met onder meer Johan Cruijff van wie hij de eerste filmbeelden maakte. Bij Ajax speelde hij rechtsbuiten in een team met onder meer Rinus Michels.
In 1955 was hij rond met Sparta maar op een reis met het militaire team kwam hij in contact met mensen van Sportclub Enschede waarna hij daarheen overstapte. Daar zou hij tot 1964 blijven en speelde hij onder meer met Abe Lenstra. In 1958 kreeg hij een aanbieding van het Portugese Belenenses maar hij bleef in Enschede. In het seizoen 1964/65 speelde hij voor SC Cambuur maar de afstand met zijn woonplaats Enschede bleek te groot waardoor hij na één seizoen overstapte naar Tubantia. Hij bouwde af bij DOS '19 waarvan hij later trainer werd en naar de hoofdklasse promoveerde. Van der Wel bleef ook actief bij FC Twente waarvan hij onder meer elftalbegeleider, scout en trainer van het tweede team was. Naast het voetbal was hij werkzaam als inspecteur bij een verzekeringsmaatschappij.
Van der Wel werd in 2011 benoemd tot ridder in de Orde van Oranje-Nassau. Hij leed zijn laatste jaren aan de ziekte van Parkinson en overleed in 2013 op 80-jarige leeftijd.

## Carrièrestatistieken
| Seizoen         | Club               | Land            | Competitie                   | Competitie | Competitie | Beker | Beker | Internationaal | Internationaal | Overig | Overig | Totaal | Totaal |
| Seizoen         | Club               | Land            | Competitie                   | Wed.       | Dlp.       | Wed.  | Dlp.  | Wed.           | Dlp.           | Wed.   | Dlp.   | Wed.   | Dlp.   |
| --------------- | ------------------ | --------------- | ---------------------------- | ---------- | ---------- | ----- | ----- | -------------- | -------------- | ------ | ------ | ------ | ------ |
| 1954/55         | Ajax               | Nederland       | Eerste klasse B (Afgebroken) | –          | 5          | –     | –     | 0              | 0              | 0      | 0      | –      | 5      |
| 1954/55         | Ajax               | Nederland       | Eerste klasse D              | –          | 5          | –     | –     | 0              | 0              | 0      | 0      | –      | 5      |
| 1955/56         | Sportclub Enschede | Nederland       | Hoofdklasse B                | –          | 12         | –     | –     | 0              | 0              | 0      | 0      | –      | 12     |
| 1956/57         | Sportclub Enschede | Nederland       | Eredivisie                   | –          | 19         | –     | –     | 0              | 0              | 0      | 0      | –      | 19     |
| 1957/58         | Sportclub Enschede | Nederland       | Eredivisie                   | –          | 12         | –     | –     | 0              | 0              | 0      | 0      | –      | 12     |
| 1958/59         | Sportclub Enschede | Nederland       | Eredivisie                   | –          | 9          | –     | –     | 0              | 0              | 0      | 0      | –      | 9      |
| 1959/60         | Sportclub Enschede | Nederland       | Eredivisie                   | –          | 3          | –     | –     | 0              | 0              | 0      | 0      | –      | 3      |
| 1960/61         | Sportclub Enschede | Nederland       | Eredivisie                   | –          | 5          | –     | 1     | 0              | 0              | 0      | 0      | –      | 6      |
| 1961/62         | Sportclub Enschede | Nederland       | Eredivisie                   | –          | 6          | –     | 0     | 0              | 0              | 0      | 0      | –      | 6      |
| 1962/63         | Sportclub Enschede | Nederland       | Eredivisie                   | –          | 1          | –     | 0     | 0              | 0              | 0      | 0      | –      | 1      |
| 1963/64         | Sportclub Enschede | Nederland       | Eredivisie                   | –          | 2          | –     | 0     | 0              | 0              | 0      | 0      | –      | 2      |
| 1964/65         | SC Cambuur         | Nederland       | Tweede divisie A             | –          | 11         | –     | 0     | 0              | 0              | 0      | 0      | –      | 11     |
| 1965/66         | Tubantia           | Nederland       | Tweede divisie A             | –          | 2          | –     | 0     | 0              | 0              | 0      | 0      | –      | 2      |
| 1966/67         | Tubantia           | Nederland       | Tweede divisie               | –          | 0          | –     | –     | 0              | 0              | 0      | 0      | –      | 0      |
| Carrière totaal | Carrière totaal    | Carrière totaal | Carrière totaal              | –          | 92         | –     | 1     | 0              | 0              | 0      | 0      | –      | 93     |

## Erelijst
SC Cambuur
| Nationaal      |    |         |
| Tweede divisie | 1x | 1964/65 |